# Roly-Poly
Singles de T-ara
Yayaya
(2011) Lovey-Dovey
(2012)
Roly-Poly est le 3e single japonais du groupe T-ara, sorti le 29 février 2012 au Japon. Il sort sous 3 formats différents, CD, CD+DVD Type A et CD+DVD Type B. Il arrive 3e à l'Oricon. Il se vend à 41 285 exemplaires la première semaine et reste classé 13 semaines pour un total de 58 619 exemplaires vendus pendant cette période. Roly-Poly, Keojitmal ~Uso~ et Apple Is A se trouvent sur l'album Jewelry Box.

## Liste des titres
| 1. | Roly-Poly (Japanese ver.)                                                |  |
| 2. | Roly-Poly in Copacabana (Japanese ver.) (コパカバーナ)                   |  |
| 3. | Roly-Poly (Instrumental)                                                 |  |
| 4. | Roly-Poly in Copacabana (Instrumental) (コパカバーナ)                    |  |
| 5. | Bo Peep Bo Peep (LIVE ver. T-ARA First Show Case in SHIBUYA-AX 2011.7.5) |  |

| 1. | Roly-Poly (Japanese ver.)                                         |  |
| 2. | Keojitmal ~Uso~ (Japanese ver.) (コジンマル～嘘～)                |  |
| 3. | Roly-Poly (Japanese ver.) (Instrumental)                          |  |
| 4. | Keojitmal ~Uso~ (Japanese ver.) (Instrumental) (コジンマル～嘘～) |  |

| 1. | Roly-Poly (Japanese ver.)                          |  |
| 2. | Keojitmal ~Uso~ (Japanese ver.) (コジンマル～嘘～) |  |

| 1. | Roly-Poly (Japanese ver.)                 |  |
| 2. | Apple Is A (Japanese ver.)                |  |
| 3. | Roly-Poly (Japanese ver.) (Instrumental)  |  |
| 4. | Apple Is A (Japanese ver.) (Instrumental) |  |

| 1. | Roly-Poly (Japanese ver.) (Music Video Dance Feature Ver.) |  |
| 2. | Roly-Poly (Japanese ver.) (Music Video Making)             |  |